# Cerro El Molcajete
Cerro El Molcajete är en vulkan i Mexiko.   Den ligger i delstaten Nayarit, i den centrala delen av landet, 600 km väster om huvudstaden Mexico City. Toppen på Cerro El Molcajete är 1 326 meter över havet, eller 197 meter över den omgivande terrängen. Bredden vid basen är 4,9 kilometer.
Terrängen runt Cerro El Molcajete är huvudsakligen kuperad, men norrut är den bergig. Runt Cerro El Molcajete är det ganska glesbefolkat, med 39 invånare per kvadratkilometer. Närmaste större samhälle är Ixtlán del Río, 4,3 km öster om Cerro El Molcajete. I omgivningarna runt Cerro El Molcajete växer huvudsakligen savannskog.